# Yura Borisov
Yuri Aleksándrovich Borísov (ruso: Юрий Александрович Борисов; Reutov, Moscú, 8 de diciembre de 1992) es un actor ruso, más conocido por haber interpretado a Serguéi Ogárkov en la película Doroga na Berlin.

## Carrera
En 2015 se unió al elenco principal de la película Doroga na Berlin, donde dio vida al teniente Serguéi Ogárkov.

## Filmografía

### Películas
| Año  | Título            | Personaje                | Notas |
| ---- | ----------------- | ------------------------ | --- |
| 2015 | Doroga na Berlín  | Teniente Serguéi Ogárkov | junto a Amir Abdykálov, Maksim Démchenko, Andréi Deryuguin, Mariya Kárpova, Artiom Lébedev y Aleksandr Novik |
| 2019 | T-34              | Serafím Iónov            | junto a Aleksandr Petrov, Vinzenz Kiefer, Víktor Dobronrávov, Irina Starshenbaum y Antón Bogdánov |
| 2019 | Soyuz spaseniya   | Antón Arbúzov            | junto a Leonid Bichevin, Maksim Matvéyev, Pável Priluchny, Iván Yankovski, Antón Shaguin, Aleksandr Domogárov, Ígor Petrenko, Serguéi Peregúdov, Vitali Kischenko, Alekséi Guskov, Aleksandr Ustyúgov, Serguéi Koltakov, Vladislav Vétrov y Artyom Tkachenko |
| 2021 | Compartment No. 6 | Lioja                    | junto a Seidi Haarla, Dinara Drukárova y Julia Aug |
| 2024 | Anora             | Igor                     | Nominado - Globo de Oro al mejor actor de reparto Nominado - Óscar al mejor actor de reparto |

### Series de televisión
| Año  | Serie                  | Personaje        | Notas     |
| ---- | ---------------------- | ---------------- | --------- |
| 2015 | Výstrel                | Pasha Krútov     | -         |
| 2015 | Molodaya gvárdiya      | Serguéi Tiulenin | -         |
| 2014 | Proschay, lyubímaya!   | Kibírov          | -         |
| 2013 | Motylkí                | Pável Derzhavin  | miniserie |
| 2012 | Métod Freyda           | Serguéi          | miniserie |
| 2010 | U kázhdogo svoyá voyná | Róbert Krojin    | -         |